# Worcester Polytechnic Institute

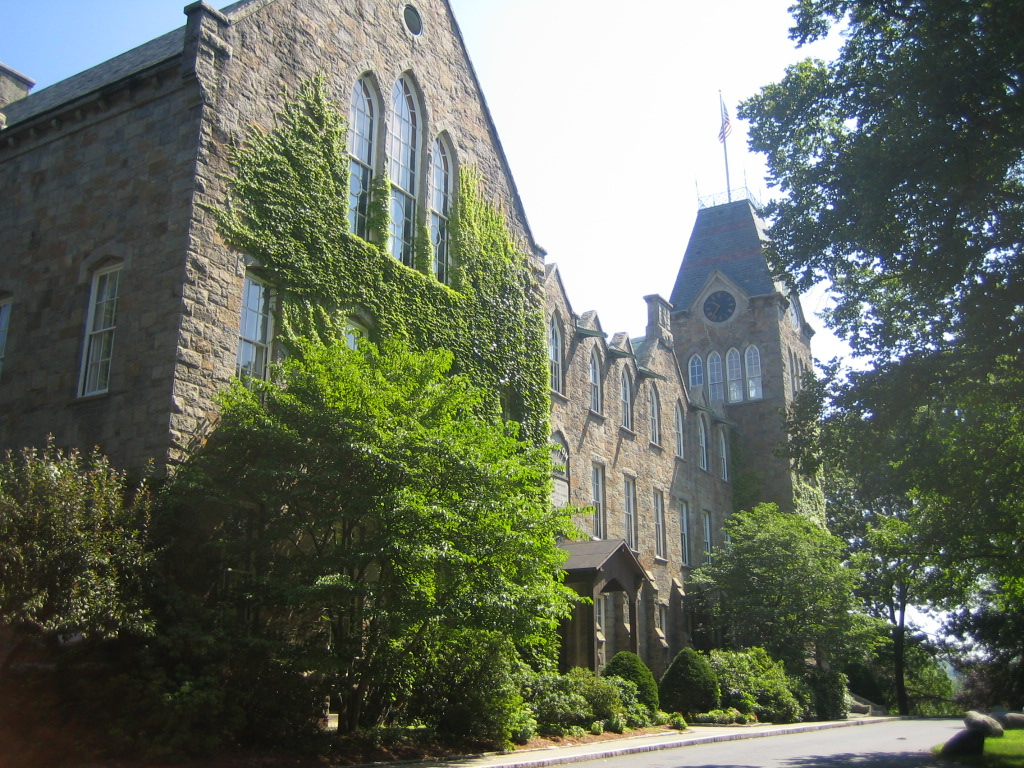
Boynton Hall, WPI's Hauptverwaltungsgebäude

Worcester Polytechnic Institute (WPI) ist eine private US-amerikanische Universität in Worcester (Massachusetts). Das 1865 in Worcester gegründete WPI war eine der ersten Ingenieur- und Technologieuniversitäten der Vereinigten Staaten und verfügt heute über 14 akademische Abteilungen mit über 50 Bachelor- und Graduiertenstudiengängen in Naturwissenschaften, Ingenieurwesen, Technologie, Management, Sozialwissenschaften und Geisteswissenschaften und Künste, die zu Bachelor-, Master- und PhD-Abschlüssen führen. 

## Geschichte
Das Worcester Polytechnic Institute wurde von John Boynton, einem Blechwarenhersteller, und Ichabod Washburn, dem Eigentümer der zur damaligen Zeit größten Drahtfabrik der Welt, gegründet. Das WPI wurde in den Anfangsjahren von Präsident und Chemieprofessor Charles O. Thompson geleitet. Die ersten Absolventen des WPI waren Maschinenbau- und Bauingenieure sowie Handwerker und Banker. Das WPI erweiterte seinen Campus und seine Programme während des frühen zwanzigsten Jahrhunderts kontinuierlich und umfasste schließlich Graduiertenstudien und ein Programm in Elektrotechnik. Während des Zweiten Weltkriegs bot das WPI Verteidigungstechnikkurse an und wurde als eines der Colleges ausgewählt, um das V-12 Navy College-Trainingsprogramm zu leiten.
Während dieser Zeit litt das WPI unter dem Fehlen eines einheitlichen Bibliothekssystems, gut erhaltener Gebäude und nationaler Anerkennung. Dies änderte sich unter der Führung von Präsident Harry P. Storke von 1962 bis 1969. Aufbauend auf dem Wachstum unter der Präsidentschaft von Arthur Bronwell brachte Storke im Rahmen des sogenannten WPI-Plans bedeutende Veränderungen in die Schule. Der Plan gestaltete den Lehrplan drastisch um. Die Storke-Administration startete auch eine Kapitalkampagne, die zur Gründung der George C. Gordon Library, zusätzlichen Wohnheimen, einem Auditorium und einem modernen Chemiegebäude führte. 
Frauen durften erstmals im Februar 1968 am WPI studieren. Der WPI-Plan ist heute das Leitprinzip der Grundausbildung am Institut und wohl der bemerkenswerteste Beitrag, den das WPI zur naturwissenschaftlichen und technischen Ausbildung geleistet hat. 
Im Jahr 2016 verlieh die National Academy of Engineering dem WPI ihren renommierten Bernard M. Gordon Prize for Innovation in Engineering and Technology Innovation und würdigte damit den Ansatz des Instituts für die Ingenieurausbildung.
2014 bis 2022 war Laurie Leshin Präsidentin der Universität.

## Zahlen zu den Studierenden, den Dozenten und zum Vermögen
Im Herbst 2021 waren 7.230 Studierende am WPI eingeschrieben. Davon strebten 5.224 (72,3 %) ihren ersten Studienabschluss an, sie waren also undergraduates. Von diesen waren 40 % weiblich und 60 % männlich; 10 % bezeichneten sich als asiatisch, 3 % als schwarz/afroamerikanisch, 9 % als Hispanic/Latino und 64 % als weiß. 2.006 (27,7 %) arbeiteten auf einen weiteren Abschluss hin, sie waren graduates. Es lehrten 498 Dozenten an der Universität, davon 421 in Vollzeit und 77 in Teilzeit. 2019 waren es 6.139 Studierende gewesen.
Der Wert des Stiftungsvermögens der Universität lag 2021 bei 634,5 Mio. US-Dollar und damit 25,5 % höher als im Jahr 2020, in dem es 505,5 Mio. US-Dollar betragen hatte.

## Persönlichkeiten

### Präsidenten
- Charles O. Thompson von 1868 bis 1882[9]
- Homer T. Fuller von 1883 bis 1894
- Thomas C. Mendenhall von 1894 bis 1901
- Edmond A. Engler von 1901 bis 1911
- Ira N. Hollis von 1913 bis 1925
- Ralph Earle von 1925 bis 1939
- Wat Tyler Cluverius von 1939 bis 1952

### Ehemalige Studenten des WPI
- Elwood Haynes (Abschlussjahrgang 1881), Chemiker und Erfinder im frühen Automobilbau
- William Hobbs (Abschlussjahrgang 1883), bekannter Geologe des 19. Jahrhunderts
- Kotaro Shimomura (Abschlussjahrgang 1888), Chemiker, Präsident der Doshisha University und des Unternehmens Osaka Gas in Japan
- Atwater Kent (Abgang 1895/1896) gründete Atwater Kent Manufacturing Company, Unternehmen führend in den 1920er Jahren in der Produktion von Radios (auf dem Universitätsgelände gibt es ein Gebäude mit dem Namen Atwater Kent Laboratories).
- John Woodman Higgins (Abschlussjahrgang 1896), Gründer von Worcester Pressed Steel Company und des Higgins Armory Museum
- Robert Goddard (Abschlussjahrgang 1908), „Vater“ des modernen Raketenbaus
- Gilbert Vernam (Abschlussjahrgang 1914), Forscher in der Kryptographie
- William Stevens Lawton (Abgang 1918), United States Army Lieutenant General
- Burton Marsh, (Abschlussjahrgang 1920), Ingenieur im Verkehrswegebau, Das Institute of Transportation Engineers verleiht in Erinnerung an ihn den jährlichen Preis Burton W. Marsh Award.
- Harold Stephen Black (Abschlussjahrgang 1921), revolutionierte die Elektronik durch Erfindung eines negativen Feedback Amplifiers im Jahre 1927
- Richard T. Whitcomb (Abschlussjahrgang 1943), Astronautenwissenschaftler
- Robert Stempel (Abschlussjahrgang 1955) Mitentwickler vom Fahrzeugkatalysator und ehemals Vorsitzender und Geschäftsführer von General Motors
- Paul Allaire (Abschlussjahrgang 1960), ehemaliger Geschäftsführer des Unternehmens Xerox
- Curtis Carlson (Abschlussjahrgang 1967), bekannter Forscher und Präsident des Unternehmens SRI International
- Daniel Robbins (Abgang), Gründer und leitender Architekt des Gentoo Linux Projektes[10]
- Todd Akin (Abschlussjahrgang 1970), Abgeordneter des Repräsentantenhaus der Vereinigten Staaten für den Bundesstaat Missouri.[11]
- Michael J. Dolan (Abschlussjahrgang 1975), Vizepräsident von ExxonMobil Corporation und Präsident des Unternehmens ExxonMobil Chemical Company
- Dean Kamen (Abgang 1976), Erfinder der Insulinpumpe und Gründer des Unternehmens für Segway Human Transporter
- Dan Itse (Abschlussjahrgang 1980) Ingenieur, Erfinder, Abgeordneter des Repräsentantenhaus von New Hampshire
- David Gewirtz (Abschlussjahrgang 1982), CNN-Kolumnist
- Nancy Pimental (Abschlussjahrgang 1987), Chemiker, Drehbuchautorin der Zeichentrickserie South Park und des Films The Sweetest Thing, folgte Jimmy Kimmel als Gastgeberin von Win Ben Stein's Money
- Dr. Anup K. Ghosh (Abschlussjahrgang 1991), Elektronikingenieur und Informatiker, erhielt den National Security Agency Frank Byron Rowlett Award im Jahre 2005
- Andy Ross (Abschlussjahrgang 1997), Gitarrist und Sänger der Rockband OK Go
- Naveen Selvadurai (Abschlussjahrgang 2002), Mitgründer von Foursquare
- John Geils (Abgang 1967) gründete The J. Geils Band

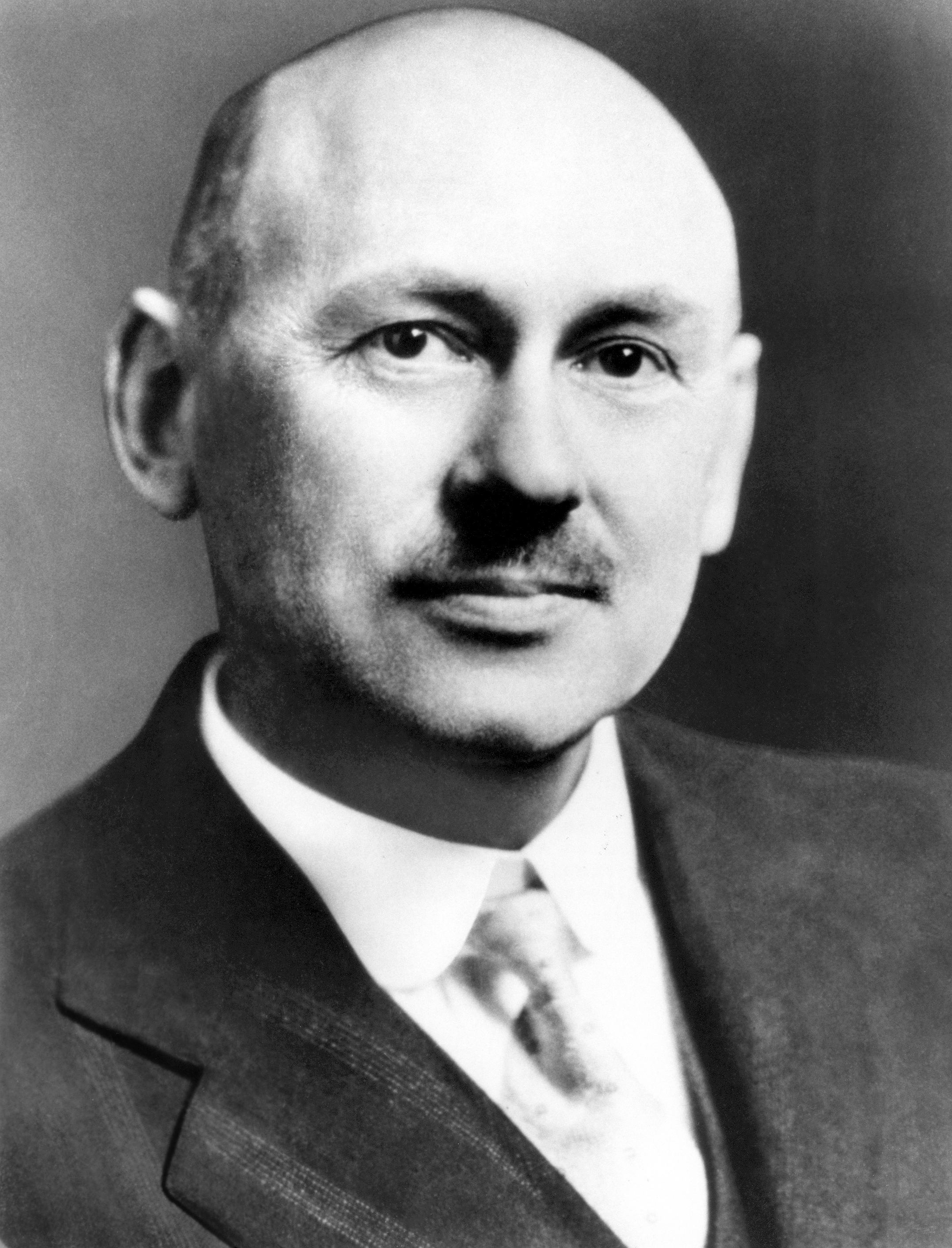
Robert Goddard
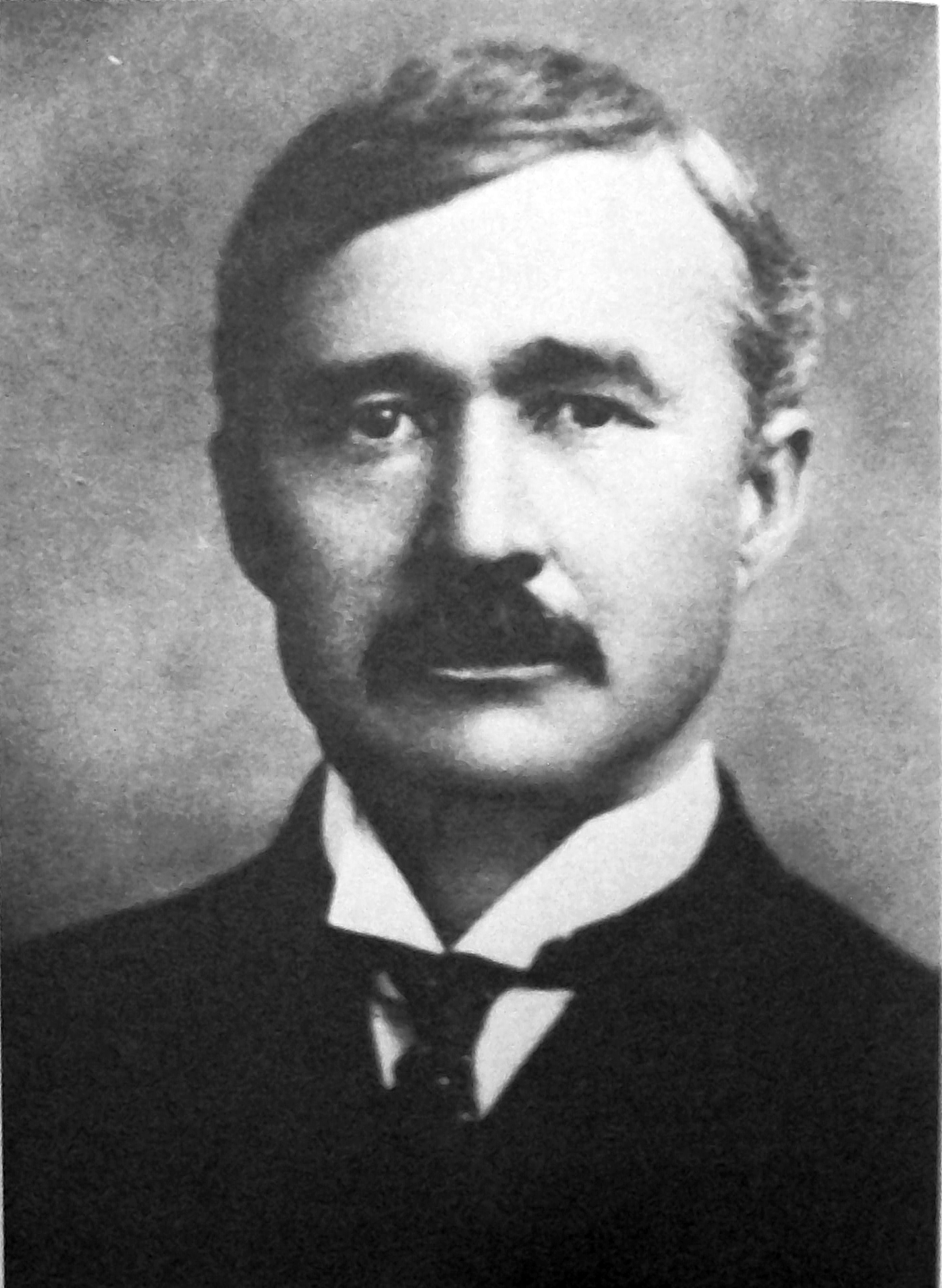
Elwood Haynes
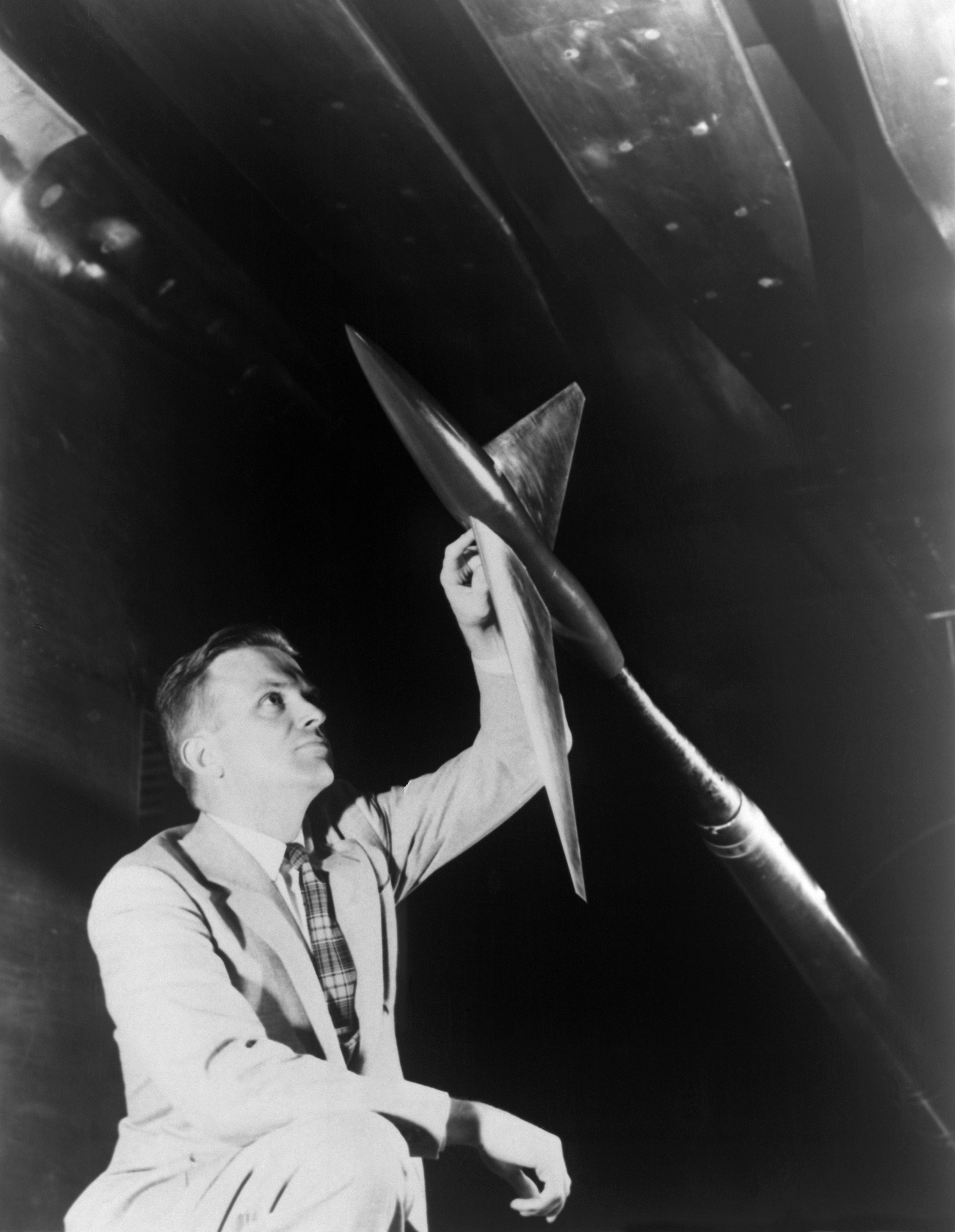
Richard T. Whitcomb
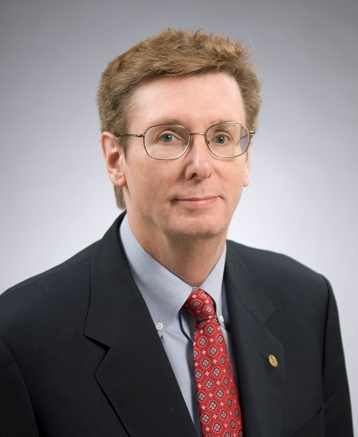
Curtis R. Carlson

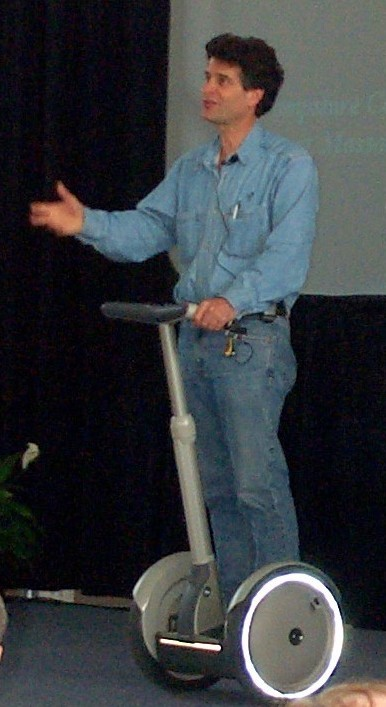
Dean Kamen
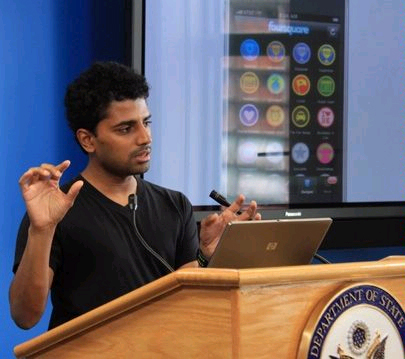
Naveen Selvadurai
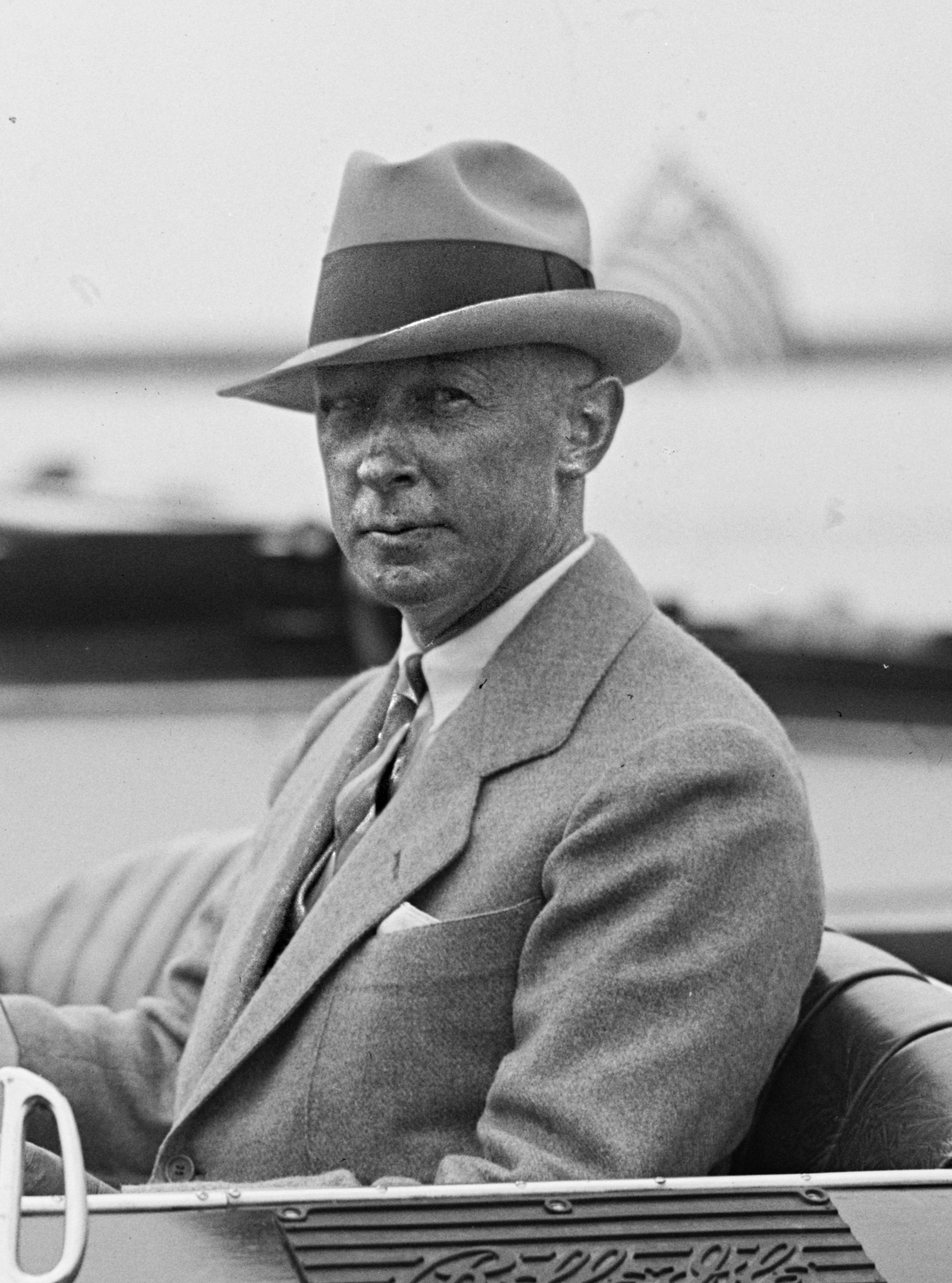
A. Atwater Kent